# Koog aan de Zaan
Koog aan de Zaan (em neerlandês : Koog aan de Zaan) é uma aldeia neerlandêsa localizada na comuna de Zaanstad, na província de Holanda do Norte. Comuma independente até 1974, Koog aan de Zaan conta com 11 260 habitantes em 2019.

## Geografia

### Situação
A localidade situa-se a aproximadamente 11 km ao nordeste de Amsterdã, ao norte da cidade de Zaandam e ao sul da localidade de Zaandijk. O Zaan separa a localidade de Zaanse Schans, ao leste.

### Transportes
Koog aan de Zaan é servida pelo autoestrada A8, bem como duas linhas ferroviárias : Koog aan de Zaan e Zaandijk Zaanse Schans, localizadas na linha de Amsterdã em Alkmaar. São servidas a razão de quatro vez por hora pelos serviços regionais de Nederlandse Spoorwegen (NS).